# Ostrovitsa
Ostrovitsa (Bulgaars: Островица) is een dorp in het zuiden van Bulgarije. Het dorp is gelegen in de gemeente Kardzjali in de oblast Kardzjali. Het dorp ligt hemelsbreed 4 km ten zuidoosten van Kardzjali en 210 km ten zuidoosten van de hoofdstad Sofia.

## Bevolking
Het dorp Ostrovitsa had bij een schatting van 2020 een inwoneraantal van 328 personen. Dit waren 43 mensen (15,1%) meer dan 285 inwoners bij de officiële census van februari 2011. De gemiddelde jaarlijkse groei in die periode komt daarmee uit op 1,4%, hetgeen hoger is dan het landelijk jaarlijks gemiddelde over deze periode (-0,63%). In 1985 woonden er echter nog 561 personen in het dorp: veel etnische Turken (en andere moslims) verlieten destijds Bulgarije als gevolg van de assimilatiecampagnes van het communistisch regime van Todor Zjivkov, waarbij alle Turken en andere moslims in Bulgarije christelijke of Bulgaarse namen moesten aannemen en afstand moesten doen van hun islamitische gewoonten.
- 1934 570
Koninkrijk Bulgarije
- 1946 634
Volksrepubliek Bulgarije
- 1956 528
Volksrepubliek Bulgarije
- 1965 541
Volksrepubliek Bulgarije
- 1975 520
Volksrepubliek Bulgarije
- 1985 561
Volksrepubliek Bulgarije
- 1992 263
Republiek Bulgarije
- 2001 281
Republiek Bulgarije
- 2011 285
Republiek Bulgarije
- 2020 328
Republiek Bulgarije

- Koninkrijk Bulgarije
- Volksrepubliek Bulgarije
- Republiek Bulgarije

In het dorp wonen grotendeels etnische Turken. In de optionele volkstelling van 2011 identificeerden 199 van de 280 ondervraagden zichzelf als etnische Turken - oftewel 71,1% van alle ondervraagden. 76 ondervraagden noemden zichzelf etnische Roma (19,9%) en 5 ondervaagden waren etnische Bulgaren (1,8%).
| Etnische samenstelling van de respondenten (2011) | Etnische samenstelling van de respondenten (2011) | Etnische samenstelling van de respondenten (2011) | Etnische samenstelling van de respondenten (2011) | Etnische samenstelling van de respondenten (2011) |
| ------------------------------------------------- | ------------------------------------------------- | ------------------------------------------------- | ------------------------------------------------- | ------------------------------------------------- |
|                                                   |                                                   |                                                   |                                                   |                                                   |
| Bulgaren                                          | Bulgaren                                          |                                                   | 1,8%                                              | 1,8%                                              |
| Turken                                            | Turken                                            |                                                   | 71,1%                                             | 71,1%                                             |
| Roma                                              | Roma                                              |                                                   | 27,1%                                             | 27,1%                                             |
| Anders/Onbekend                                   | Anders/Onbekend                                   |                                                   | 0,0%                                              | 0,0%                                              |